# جون مانينغ
جون مانينغ (بالإنجليزية: John Manning)‏ (11 ديسمبر 1940 - 17 فبراير 2021) هو لاعب كرة قدم بريطاني في مركز الهجوم. لعب مع بولتون واندررز وشروزبري تاون ونادي ترانمير روفرز لكرة القدم ونادي ليفربول ونادي والسول.

## وصلات خارجية
- جون مانينغ على موقع قاعدة بيانات كرة القدم.إي يو (الإنجليزية)